# Hồng Nhân Can
Hồng Nhân Can là em họ của Thiên vương Hồng Tú Toàn trong hệ thống Thái Bình Thiên Quốc, một triều đại chống lại nhà Thanh trong lịch sử Trung Quốc, ông thuộc thân tộc họ Hồng. Khi Thái Bình Thiên Quốc được thành lập thì vai trò của ông gần như không được nhắc đến song đến giai đoạn cuối của Thái Bình Thiên Quốc thì lại rất quan trọng, ông được phong là Can vương gia.Sau khi Thiên vương qua đời và thành Thiên kinh bị phá ông đã cùng Mông Đắc Ân và một số vương khác của Thái Bình Thiên Quốc mang tiểu Thiên vương là Hồng Thiên Quý Phúc lúc này còn nhỏ chạy ra ngoài và trốn thoát dưới sự truy sát của tướng quân nhà Thanh do Tăng Quốc Thuyên, em trai Tăng Quốc Phiên chỉ huy phá thành trước đó.